# Коэпты
Ко́эпты — деревня в Чердынском районе Пермского края, входит в Усть-Урольское сельское поселение. 155 постоянных жителей (2010). Сами жители называют деревню Кедровка.
Расположена на правом берегу реки Кама. Расположена в 77 км.от города Соликамск. В 271 км от Перми.
В советские времена поселок Кедровка, который являлся сплавным участком «Керчевского сплавного рейда».

## История
Деревня Коэпты на реке Кама при Пянтежской волости находилась от волостного правления в 5-ти верстах, а от уездного города Чердыньи в 38-ти верстах. При переписи населения в царствование Ивана Грозного в 1579 году по писцовым книгам значилось три селения: деревня Коэпты, починок Озеро, починок Коэпты, что было при Озере Коэпты.
То же число селений значилось при второй переписи Перми Великой в 1623—1624 гг.
По исповедным росписям Пянтежской церкви в 1795 году уже значилось одно селение Коэпты с 9-ю дворами.
По данным «Списка населенных мест Пянтежской волости» за 1869 год деревня имела 12 дворов и 107 постоянных жителей, из них 46 лиц мужского пола и 61 женского пола.
При экономическом исследовании уезда в 1884—1885 годах в селении зарегистрировано 20 домохозяйств. В деревне было 2 веялки.
В 1897 г. было 26 дворов: в них жило 72 мужчины и 72 женщины, все были государственные, православные.
В 1910 году дворов в селении 30 в них жителей обоего пола 146 человек.
Основными занятиями населения были:
- Заготовка солеваренных дров, для промыслов в Соликамском уезде;
- Работа при баржестроении;
- Рыбная ловля, охота;
- В летний период занимались заготовкой кормов, выращиванием и уборкой хлеба.

В 1930 году создан колхоз под названием «Свобода» председателем был Еремеев Алексей Григорьевич. В колхозе имелся сенопункт в который ближайшие колхозы привозили сено, погружали его на баржи и отправляли вверх по Каме.
В 1932 году по реке Каме начался сплав леса, организовался «Коэптынский сплавной участок» от «Керчевского рейда». Десятником был Черных Иван Романович.
В этом же году была построена деревянная двухэтажная школа. Первым учителем был Уткин Алексей Степанович, также учителями были Шестаков Михаил Степанович,Шаламова А. С.
Во время ВОВ из деревни на поле боя погибло 40 человек.
В 1947 году в деревне появилось электричество. Жители установили двигатель, протянули провода и во всех домах зажегся свет.
В 1946-48 гг.построен медпункт.
В 1956 году открылся детский сад.
В 1969 году все колхозы объединили в один совхоз, правление которого было в селе Пянтег, директором был Ураев Иван Иванович.
С расширением лесосплава ощутилась нехватка рабочих рук, многих людей вербовали как на зимний так и на летний сезон.
Появилась пилорама, на которой производили пиломатериал для строительства и обустройства деревни. Для проживания сезонных рабочих было построено общежитие. А также в деревне была своя пекарня, клуб, столовая, магазин, контора, баня, гараж.
В лесу работало по 7-8 бригад, на плотбище курьи вблизи деревни Исток формировались плоты и весной отправлялись вниз по реке потребителю.
В весенний период осуществлялся северный завоз, приходили баржи с продовольствием.
Большая часть населения деревни работала в Кедровском участке.
С 1995 года молевой сплав леса был запрещён, лесосплоточный рейд, как сплавной, прекратил свою деятельность, участок закрылся, ликвидировался и совхоз.

## Культурные учреждения
В деревне Коэпты есть клуб, 3 магазина, здравпункт. До 2004 года в деревне имелась средняя школа, сейчас только начальная школа и детский сад. Из водного транспорта имеется катер «КС 100д» который привязан к «Курганской амбулаторной больнице».

## Соседние населенные пункты
Деревню окружает множество населенных пунктов которые также, в большинстве своем известны с 1579 года, а некоторые и ранее: Пянтег(в трёх километррах от которого, по одной из гипотез, находится Анфаловский городок), Керчевский, Гремячево, Усть-Уролка, Яранино, Исток, Абог, Вилисова, Лимеж.
И теперь несуществующие: Мелехино, Найданово, Макарово, Плоскопарамоново, Мараково.